# Titti Maartmann
Titti Maartmann (* 27. September 1920; † 18. September 2018) war eine norwegische Rennrodlerin.
Titti Maartmann gewann als 15-Jährige bei den Rennrodel-Europameisterschaften 1937 in Oslo vor ihren Landsfrauen Liv Jensen und Helen Galtung die Goldmedaille. Es war der einzige Titelgewinn einer norwegischen Rennrodlerin bei einem internationalen Großereignis und zugleich Maartmanns einziges herausragendes Ergebnis in ihrer Karriere.